# Gaillardbois-Cressenville
Gaillardbois-Cressenville è un comune francese di 402 abitanti situato nel dipartimento dell'Eure nella regione della Normandia.

## Società

### Evoluzione demografica
Abitanti censiti